# Krka
Krka je rijeka u Hrvatskoj koja utječe u Jadransko more. Nalazi se u Dalmaciji na području Šibensko-kninske županije između ravnokotarskog i bukovačkog prostora te zaravni rijeke Čikole i Dalmatinske zagore.

## Opis
Rijeka Krka izvire u podnožju planine Dinare, 3,5 km sjeveroistočno od Knina, podno 22 metarskog Topoljskog buka ili Krčića, kojeg stvara pritok Krčić. Krčić ljeti presušuje. Utječe u Prokljansko jezero kraj Skradina, gdje počinje estuarij rijeke Krke. Ukupna duljina rijeke, s potopljenim dijelom ušća, iznosi 72,5 km, od čega 49 km čini slatkovodni vodotok, a 23,5 km bočati. Površina porječja je 2.650 km2. Srednji godišnji protok Krke preko Skradinskog buka je oko 55 m3/s, a dnevni protok varira od 5 do približno 565 m3/s.
Krka teče Kninskim i Kosovim poljem, gdje prima prve značajne pritoke. Na izlazu iz polja Krka ulazi u kanjon. Najpoznatija pritoka je Čikola koja utječe između Miljevaca i Skradinskog buka te tvori slikovit sutok s Krkom.

## Slapišta
Na rijeci Krki se nalazi 7 slapišta.
Prvi među njima je Bilušića buk  (22,3 m visine) koji se nalazi 16 km nizvodno od izvorišta. Poseban je upravo po tome što je on jedini slap koji se ne iskorištava za hidroenergiju.
Drugi slap je Brljan ili Ćorića buk (15,5 m) koji se nalazi 19 km nizvodno od izvorišta. Voda ovoga slapa i voda jezera Bjelobera ili Ćorića jezera se iskorištavaju u hidroelektrani Miljacka.
Manojlovac (najviši slapovi na Krki) je treći slap koji se nalazi pola kilometra nizvodno od Brljana. Kao i mnogi slapovi, sastoji se od niza sedrenih barijera. Manojlovac je najviše slapište (59,6 m) s glavnim slapom visine 32,2 m. Okolna vegetacija je submediteranska. Voda ovog slapišta također se iskorištava za hidroenergiju u hidroelektrani Miljacka.
Preostala 4 slapa su Rošnjak (8,4m), Miljacka (23,8m), Roški slap (25,5m) i najpoznatiji Skradinski buk (45,7m). Na rijeci se nalazi i Visovačko jezero u kojemu je smješten otočić Visovac s franjevačkim samostanom. Nizvodno od Skradina Krka se širi u Prokljansko jezero. U more utječe kod Šibenika.

## Hidroelektrane
Prva hidroelektrana na Krki bila je Hidroelektrana Krka iz 1895. godine. Začetnica je jednoga od prvih cjelovitih sustava proizvodnje i raspodjele električne energije u svijetu. Slijedile su je Hidroelektrana Jaruga iz 1903. i Hidroelektrana Manojlovac iz 1906. godine. Na Krki su danas još MHE Golubić, MHE Roški slap i MHE Krčić.

### Hidroelektrane Krka i Jaruga
Hidroelektrana Krka sagrađena je pored slapa Skradinskog buka na rijeci Krki, danas unutar Nacionalnog parka Krka.  Nakon HE Krke (kasnije nazvane Jaruga I) 1903. sagrađena je mnogo veća hidroelektrana Jaruga II. Osnovni podaci:
- vodotok: rijeka Krka, kod Skradinskog buka, Republika Hrvatska;
- tip brane: derivacijska;
- instalirani protok: 2 x 15,5 m3/s (ukupno 31 m3/s);
- raspoloživi konstruktivni pad: 24,4 m
- tip vodne turbine: 2 x Francisova turbina (1936.);
- instalirana snaga: 2 x 3,6 MW (ukupno 7,2 MW)
- godišnja proizvodnja: 33 GWh (2010.)
- godina puštanja u pogon: 1895.

### Hidroelektrana Miljacka
Hidroelektrana Miljacka nalazi se na rijeci Krki 15 kilometara nizvodno od Knina. Osnovni podaci:
- vodotok: rijeka Krka, 15 kilometara nizvodno od Knina, Republika Hrvatska;
- tip brane: derivacijska;
- instalirani protok: 3 x 8 + 1 x 6 m3/s (ukupno 30 m3/s)
- raspoloživi konstruktivni pad: 102 m;
- tip vodne turbine: 4 x Francisova turbina (3 x 1956. + 1 x 1906.);
- instalirana snaga: 3 x 6,4 + 1 x 4,8 MW (ukupno 24 MW);
- godišnja proizvodnja: 122 GWh (2010.);
- godina puštanja u pogon: 1906.

### Mala hidroelektrana Golubić
Mala hidroelektrana Golubić ili MHE Golubić se nalazi na rijeci Butižnici, pritoku rijeke Krke. Osnovni podaci:
- vodotok: rijeka Butižnica, Republika Hrvatska;
- tip brane: derivacijska;
- instalirani protok: 2 x 7 m3/s (ukupno 14 m3/s);
- raspoloživi konstruktivni pad: 59 m;
- tip vodne turbine: 2 x Francisova turbina (1981.);
- instalirana snaga: 2 x 3,75 (ukupno 7,5 MW);
- godišnja proizvodnja: 29 GWh (2010.);
- godina puštanja u pogon: 1981.

### Mala hidroelektrana Roški slap
Mala hidroelektrana Roški slap jest mala hidroelektrana koja je izgrađena je 1909. na položaju Roškog slapa na rijeci Krki. Njena je prvobitna namjena bila opskrba električnom energijom rudnika u Siveriću i, kasnije, rasvjete grada Drniša. U svojoj je dugoj povijesti promijenila nekoliko država i vlasnika, da bi s radom prestala u vrijeme Domovinskog rata, za vrijeme kojeg je postrojenje napušteno i uništeno. Sanacija Male hidroelektrane Roški slap otpočela je u ljeto 1997. i okončana je u proljeće 1998., kada je postrojenje pušteno u probni rad. Osnovni podaci:
- vodotok: rijeka Krka, Republika Hrvatska;
- tip brane: protočna;
- instalirani protok: 2 x 12 m3/s;
- raspoloživi konstruktivni pad: 18,3 m;
- duljina dovodnog tunela: 200 m;
- tip vodne turbine: 2 x Ossberger SH 1.174;
- prozvođač: Ossberger turbinenfabrik GmbH, Njemačka;
- tip električnog generatora: TNC9 636-8;
- proizvođač: Uljanik TESU, Pula, Hrvatska;
- instalirana snaga: 2 x 0,882 MW (ukupno: 1,764 MW);
- godišnja proizvodnja (prosjek): 7,5 MWh;
- godina puštanja u pogon: 1998.;

### Mini hidroelektrana Krčić
Mini hidroelektrana Krčić ima jednu Francisovu turbinu snage 0,375 MW. Godišnja proizvodnja je 1 GWH (2010.). Nalazi se na rijeci Krki, u blizini Knina i puštena je u pogon 1988.

## Nacionalni park
Njezin tok od Knina do Skradina proglašen je Nacionalnim parkom površine 111 četvornih km.
Bez obzira na status nacionalnog parka, vodom rijeke upravlja Hrvatska elektroprivreda (HEP) pa se za sušnih razdoblja u riječni tok i na same slapove ne pušta ni biološki minimum vode. To dovodi do stradavanja organizama koji žive u koritu, kotlima te dolazi i do sušenja sedrenih barijera.[nedostaje izvor]

## Litertura
- Stošić, don Krsto: Rijeka Krka sa 54 slike, Vlastita naklada, Tisak Pučke tiskare u Šibeniku: Šibenik, 1927.

## Vanjske poveznice
|  | Zajednički poslužitelj ima još gradiva o temi Krka |

- Nacionalni park Krka

- Zemljovid porječja Krke